# Cesta středu
Cesta středu (čínsky v českém přepisu Čung-jung, pchin-jinem Zhōngyōng, znaky 中庸) je jedna z tzv. Čtyř knih konfucianismu, vydaných filozofem Ču Sim v roce 1190. Kniha se tak stala jedním ze základů pro výuku konfucianismu.
Pro konfuciány nebyla původně výjimečně důležitá, pozornost ji věnovali více buddhisté a taoisté, kteří v ní viděli hluboké sdělení o podstatě vesmíru a jeho vztahu k podstatě člověka. Mezi (neo)konfuciány na ni obrátili pozornost až S’-ma Kuang a Čcheng Chao, k nejdůležitějším konfuciánským textům ji přiřadil Ču Si.
Cesta středu byla původně jednou z kapitol v Knize obřadů, až Ču Si ji osamostatnil a zařadil mezi čtyři základní výukové konfuciánské texty. Tradičně byl za autora považován Konfuciův vnuk C’-s’, už učenec Cchuej Šu (1740–1816) však na základě textového rozboru C’-s’ovo autorství zpochybnil. Přinejmenším části knihy pocházejí až z období Západní Chan (206 př. n. l. – 8 n. l.).
Podle textu je dodržování „čung-jung“ (v překladu: nauka středu, učení o středu, nauka o středu, moderace, přímost v řízení, objektivita, upřímnost, čestnost, pravdomluvnost, vhodnost, rovnováha, nepřítomnost předsudků) hlavním tématem konfuciánského myšlení. Člověk se má držet středu za každých okolností; takové chování odpovídá zákonům přírody. Například přítel by neměl být ani příliš blízký, ani příliš daleký, a člověk by neměl být ani příliš smutný, ani příliš veselý.
Čínský název Čung-jung je, vzhledem k jeho mnohovýznamovosti, převáděn různě: k nejrozšířenějším překladům patří Střední cesta, Doktrína středu či Učení středu; překládán je i jako Středovost a stejnost, Neměnný střed, Střední míra.

## Překlady (české)
- BONDY, Egon. Čínská filosofie. Praha: Sdružení na podporu vydávání časopisů, 1993. 387 s. (Vokno). ISBN 80-85239-22-1. S. 358 – 370. [překlad Martin Hála].
- Velké učení; Doktrína středu. Překlad Oldřich Král. 1. vyd. Lásenice: Maxima, 2008. 168 s. ISBN 978-80-86921-04-4. S. 79 – 143.
- VOCHALA, Jaromír. Konfucius v zrcadle Sebraných výroků. 1. vyd. Praha: Academia, 2009. 534 s. (Orient; sv. 3). ISBN 978-80-200-1695-9. S. 421 – 445.